# QY Aurigae

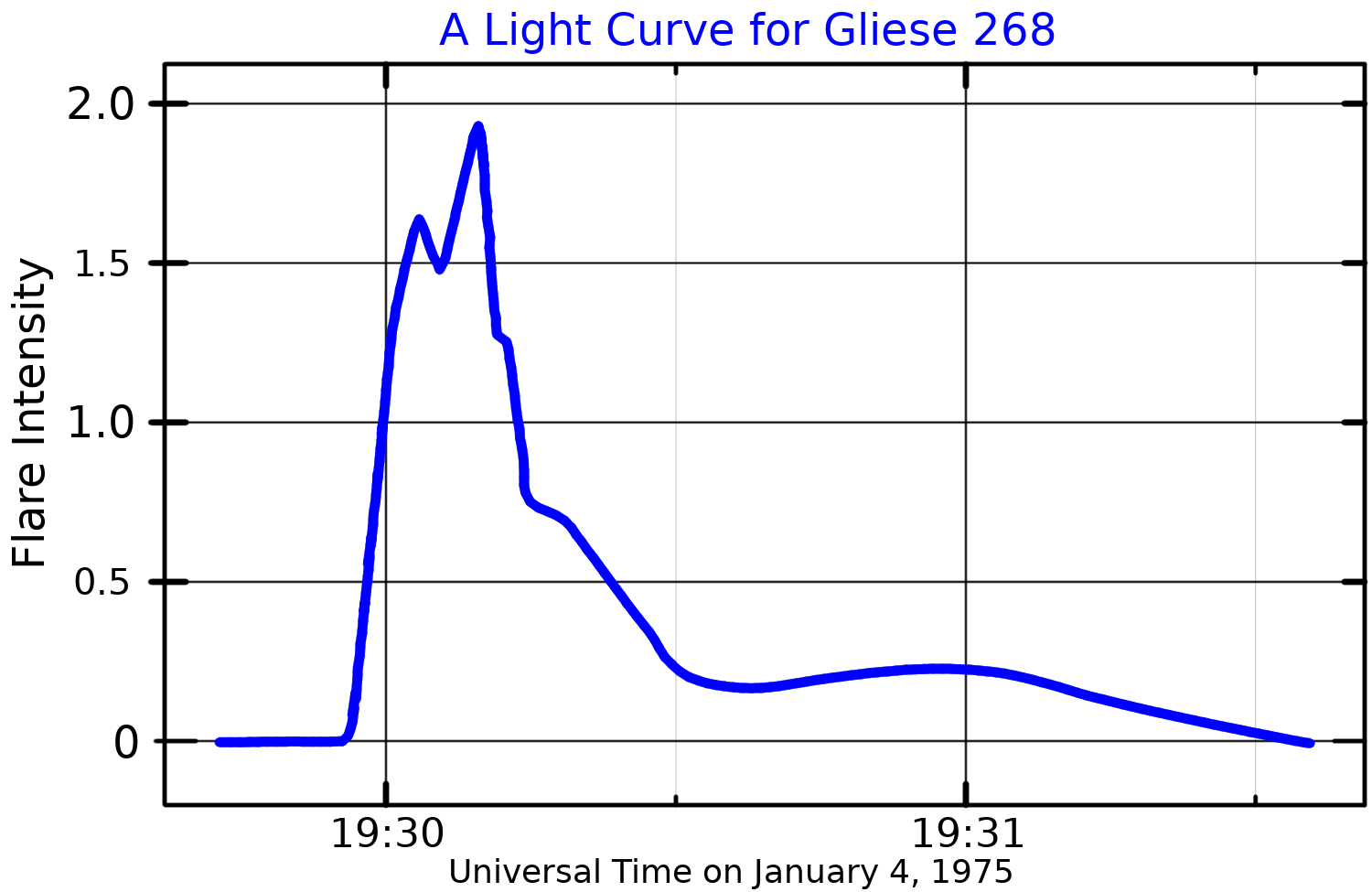
Curva de luz en banda de una llamarada en Gliese 2268. La escala de intensidad es relativa al brillo en reposo de la estrella. Adaptado de Pettersen, Astronomy and Astrophysics, vol. 41, págs. 87-90 (1975)

QY Aurigae (QY Aur / GJ 268 / HIP 34603) es un sistema estelar en la constelación de Auriga de magnitud aparente +11,47, visualmente situado a 51 minutos de arco al sur de 63 Aurigae.
Se encuentra a 20,0 años luz de distancia y es uno de los 100 sistemas más cercanos al sistema solar.
Las estrellas conocidas más cercanas a este sistema son Gliese 251 y GJ 1105, a 3,50 y 7,07 años luz respectivamente.
QY Aurigae es una estrella binaria espectroscópica con un período orbital de 10,4280 días.
La órbita es marcadamente excéntrica (ε = 0,34).
Las dos estrellas que forman la binaria son enanas rojas de tipo espectral M5V, siendo su luminosidad conjunta igual al 0,089 % de la del Sol.
Tienen masas estimadas equivalentes al 17 % y al 16 % de la masa solar,
siendo estrellas semejantes a YZ Ceti o Ross 614 A; esta última también forma parte de una binaria de dos enanas rojas, pero la separación entre ambas es notablemente mayor.
Una o las dos estrellas de QY Aurigae son estrellas fulgurantes —sufren erupciones que provocan bruscos aumentos de brillo—, característica común en otras binarias análogas como Ross 614 o Luyten 726-8, siendo una componente de esta última —UV Ceti— el prototipo de la clase.